# PubMed Central
PubMed Central (PMC) er et gratis digital bibliotek der arkivere offentligt tilgængelige videnskabelige artikler i fuld tekst der har været offentliggjort inden for de biomedicinske og livsvidenskabelige tidskriftslitteratur. Som en af de store forskningsdatabaser, inden den suite af ressourcer, der er blevet udviklet af National Center for Biotechnology Information (NCBI), er PubMed Central meget mere end blot et dokumentbibliotek. Indlæg i PMC gennemgå en indekserings- og formateringsprocedure, som resulterer i øget metadata, medicinsk ontologi, og unikke identifikatorer, der alle beriger XML-strukturerede data for hver enkelt artikel på lagring. Indholdet i PMC kan nemt blive linket sammen med mange andre NCBI-databaser, og der er adgang via Entrez søgnings og genfinding-systemer, hvilket yderligere styrker befolkningens mulighed for frit at opdage, læse og bygge videre på denne portefølje af biomedicinsk viden.
PubMed Central, bør ikke forveksles med PubMed. Det er to meget forskellige tjenester på deres kernekompetencer. Mens PubMed er en database af biomedicinske henvisninger og abstracts vil de fulde artiklen, der refereres til i PubMed, fysisk opholde sig andre steder. (Nogle gange i print, nogle gange på nettet, nogle gange gratis, nogle gange bag en betalingsvæg kun til rådighed for betalende abonnenter.) PubMed Central er et gratis digitalt arkiv af artikler, der er tilgængelige for alle, fra hvor som helst via en grundlæggende web-browser. Den fulde ordlyd af alle PubMed Central artikler er gratis at læse, med varierende bestemmelser for genbrug.